# Міст Бенджаміна Франкліна
Міст Бенджаміна Франкліна (англ. Benjamin Franklin Bridge) — міст через річку Делавер, що сполучає міста Філадельфія (штат Пенсільванія) і Камден (штат Нью-Джерсі). Через нього проходять міжштатна автомагістраль I-676 і федеральне шосе US 30 (усього 7 смуг для автомобільного руху), а також дві залізничні колії, по яких курсують поїзди PATCO Speedline.
Міст був названий на честь американського політика і вченого Бенджаміна Франкліна (1706—1790).

## Історія

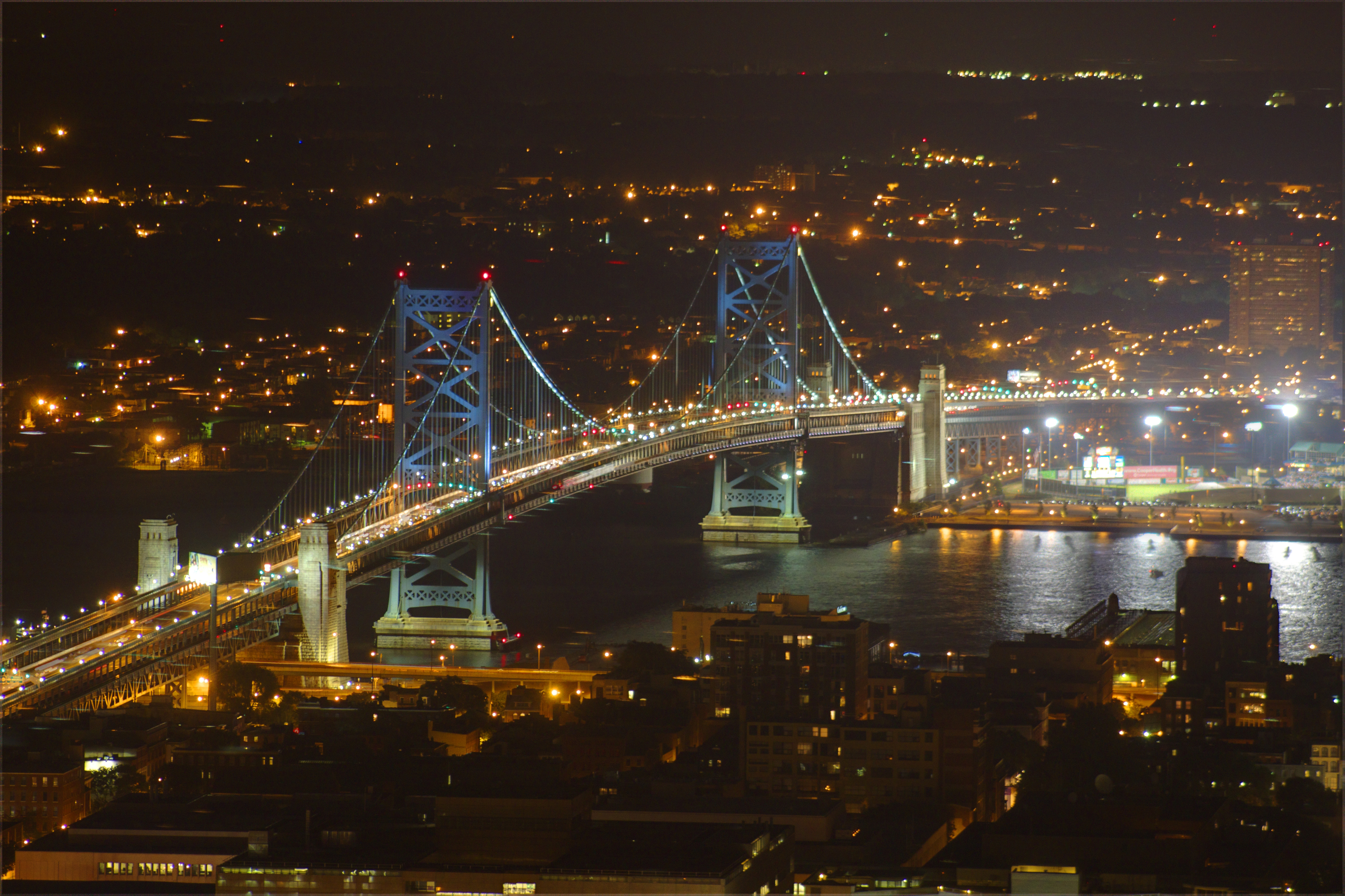
Міст Бенджаміна Франкліна при нічному освітленні

В 1918 році штатами Пенсільванія і Нью-Джерсі були створені комісії для вивчення і підготовки можливого будівництва моста через річку Делавер, а 12 грудня 1919 року було створено об'єднану комісію (англ. Delaware River Bridge Joint Commission), яка призначила головним інженером з будівництва моста Рудольфа Моджеска (Rudolphe Modjeski).
До початку 1922 року об'єднана комісія схвалила проект моста підвісного типу, згідно дизайну, запропонованого Рудольфом Моджеска і архітектором Полем Філіпом Кретьєн (Paul Philippe Cret). Будівництво моста розпочалося 6 січня 1922 року й було закінчено в 1926 році.
Незадовго до відкриття моста між штатами Нью-Джерсі і Пенсільванія виникли серйозні розбіжності з питання про оплату проїзду через міст. Згідно з офіційною позицією Пенсільванії, плата за проїзд по мосту не мала була стягуватися, а витрати на його утримання мали бути компенсовані через податки. Представники Нью-Джерсі наполягали на платному проїзд.і Криза, пов'язана з цими розбіжностями, виявилася настільки серйозною, що будівництво моста було на якийсь час заморожено — більш того, навіть з'явилися пропозиції взагалі знести цей міст. Наприкінці 1925 року ця справа досягла Верховного суду США, який дав штатам шість місяців на самостійне врегулювання конфлікту. Зрештою було вирішено ввести плату за проїзд.
Новий міст через річку Делавер (який на початку так і називався — Delaware River Bridge) був відкритий для руху 1 липня 1926 року. На момент відкриття він був найдовшим висячим мостом у світі по довжині основного прольоту.

## Конструкція

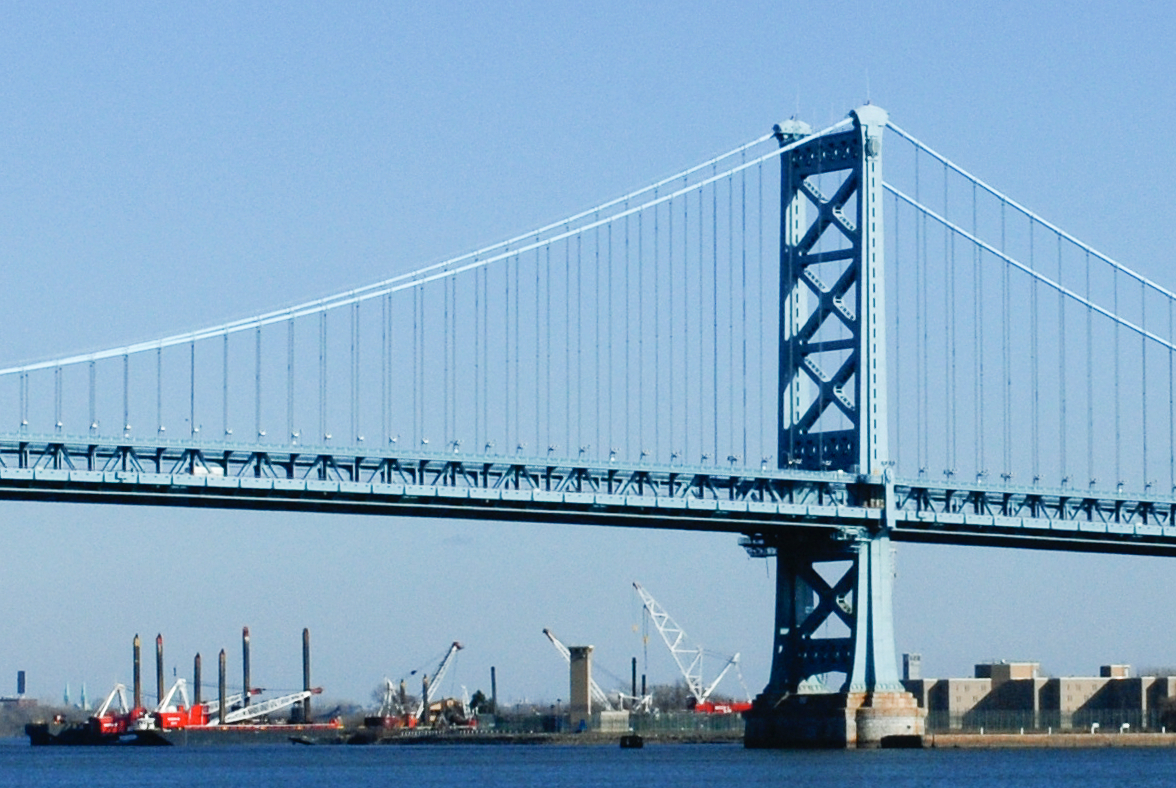
Одна з центральний опор моста

Міст Бенджаміна Франкліна — підвісного типу. Він має дві центральні сталеві опори висотою 117,3 м, а також дві підвалини по краях річки. Висота підвалин моста разом з гранітними вежами — 53,3 м.
Протяжність основного прольоту моста — 533,4 м (за іншими даними, 533,75 м). Довжина кожного з прольотів від підвалин моста до центральних опор — 271,9 м, відстань між засадами [джерело?] — 1077,8 м, загальна довжина моста — 2918 м. Висота моста над річкою (у центрі моста) — 41, 1 м.
Повна ширина моста — 39,0 м, ширина проїжджої частини — 23,8 м. Крім семи смуг для автомобільного руху, є дві колії для місцевих пасажирських поїздів PATCO Speedline.
Міст підтримується двома сталевими канатами діаметром 30 дюймів (76 см). Кожен канат складається з 18 666 дротів.